# Видение шабаша
«Видение шабаша» (итал. La Visione del Sabba; англ. The Witches' Sabbath) — драматический фильм совместного производства Франции и Италии режиссёра Марко Беллоккьо, вышедший в 1988 году.

## Сюжет
Недавно окончивший университет психиатр Дэвид должен сделать экспертное заключение о психическом состоянии Маддалены, которую судят за убийство охотника. Девушка-подсудимая утверждает, что она ведьма и действовала от имени Дьявола, а также что она искала мужчину, который соответствует ее потребностям, в течение последних 300 лет. Уже после первой встречи с Маддаленой Дэвид начинает меняться: он игнорирует свою молодую жену Кристину и погружается в мечты и галлюцинации, в которых он находится в 1630 году (разгар эпидемии чумы в Италии) и участвует в допросах инквизиции и эротических шабашах ведьм, после чего ему предстоит лицезреть сжигание ведьмы на костре.

## В ролях
- Беатрис Даль — Маддалена
- Дэниел Эзралоу — Дэвид
- Корина Тузе — Кристина
- Жак Вебер — профессор Кадо
- Омеро Антонутти — лечащий врач Маддалены
- Франко Гарофало — врач из XVII века
- Паоло Да Вита — Монатто[Прим 1]

## Производство
Большинство сцен снималось в итальянской провинции Гроссето. В фильме можно увидеть некоторые памятники и улицы города Масса-Мариттима. Съемки проходили летом 1987 года.
В одной из эпизодических ролей выступает Рафаэлла Росселлини (дочь известного режиссёра Роберто Росселлини). Во время интервью актриса обвинила Беллоккьо в том, что он заставил ее сыграть особенно жестокую обнаженную сцену, в которой герой Дэниела Эзралоу бьёт её и затаскивает в пруд; позже режиссер утверждал, что такой эпизод был предусмотрен сценарием и что в случае необходимости он готов доказать это в суде.